# Kundasale Division
Kundasale Division är en division i Sri Lanka.   Den ligger i distriktet Kandy District och provinsen Centralprovinsen, i den centrala delen av landet, 100 km öster om huvudstaden Colombo. Antalet invånare är 127 278.